# Claudin de Sermisy
Claudin de Sermisy (okolo 1490? Pikardie nebo Île-de-France – 13. října 1562 Paříž) byl francouzský renezanční hudební skladatel.

## Život

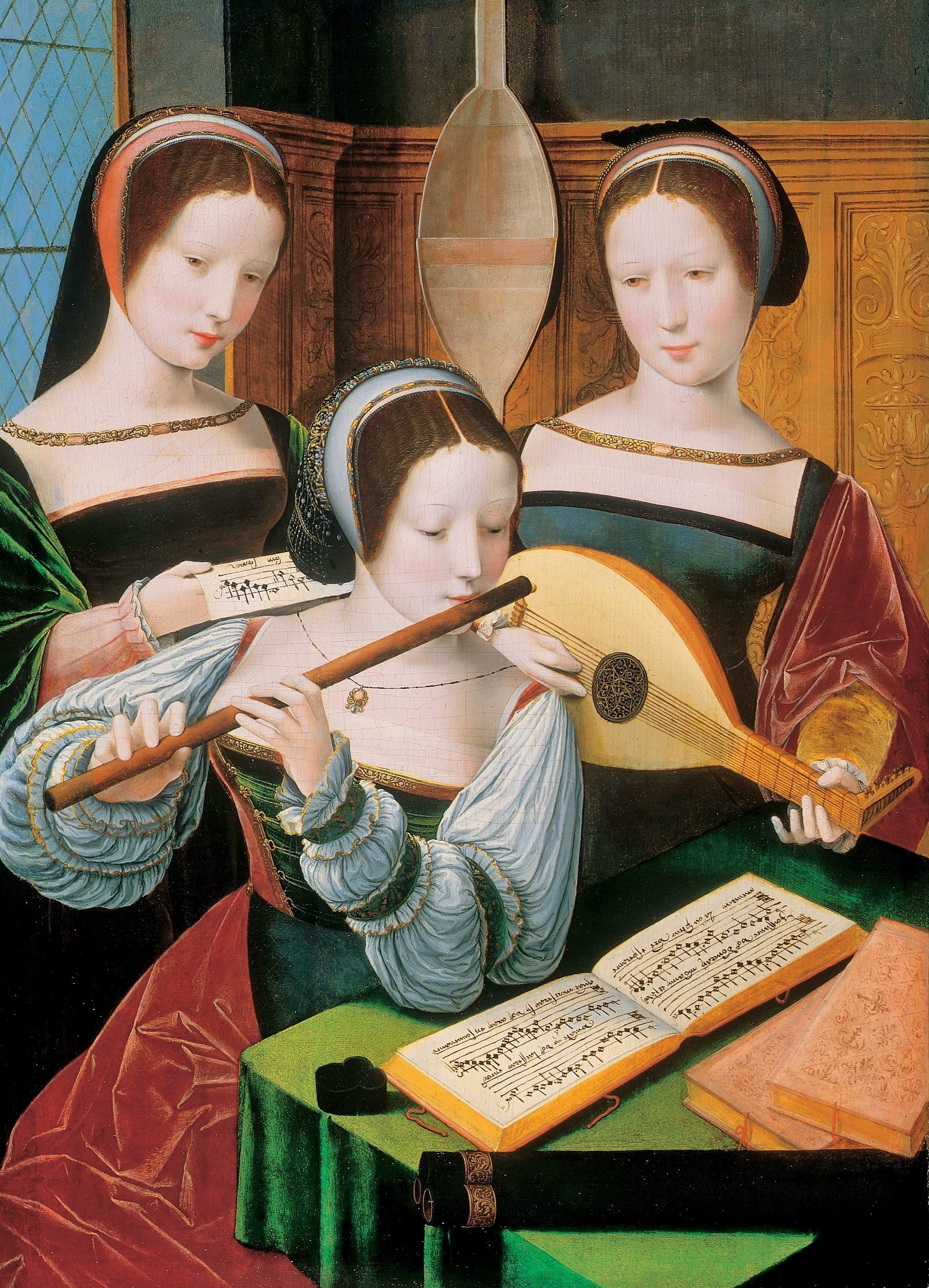
Tři dámy hrají skladbu Claudina de Sermisyho na obraze Mistra ženských polopostav.

Sermisy se patrně narodil v Pikardii nebo v Île-de-France. Přesné místo a datum narození nejsou známy. Na místo narození se usuzuje pouze z tvaru příjmení. O mládí a vzdělání muzikologové pouze spekulují. Je možné, že byl žákem Josquina des Preze, přímé důkazy však neexistují. V každém případě je vliv Josquina des Preze na Sermisyho rané skladby zřejmý.
V roce 1508 byl klerikem a zpěvákem v královské kapli krále Ludvíka XII. V roce 1515 doprovázel krále Františka I. do Itálie a 30. ledna 1516 se stal kanovníkem v diecézi Noyon a získal i převorství v diecézi Nantes.
Podílel se v roce 1520 na hudebních představeních při setkání krále Františka I. s jeho anglickým protějškem Jindřichem VIII. na Camp du Drap d'Or (angl. Field of the Cloth of Gold) v blízkosti Calais. Účinkoval jako zpěvák, ale pravděpodobně zde byly provozovány i jeho skladby.
Na počátku dvacátých let by kanovníkem v chrámu Notre-Dame-de-la-Rotonde v Rouenu a od roku 1524 zastával obdobné postavení v Amiens. V roce 1532 se stal ředitelem královské kaple Františka I. a o rok později i kanovníkem v Sainte-Chapelle. V Paříži získal velký dům, ve kterém poskytl přístřeší uprchlíkům z města Saint-Quentin kteří byli ze svého města v roce 1559 vyhnáni Španěly. V roce 1554 pobíral rovněž prebendy z kostela Ste Catherine v Troyes.
Komponoval až do posledních dnů svého života. Zemřel v Paříži 13. října 1562. Je pochován v Sainte-Chapelle.

## Dílo

### Mše
- Missa Philomenia praevia pro čtyři hlasy
- Missa Novem lectionum pro čtyři hlasy
- Missa plorimum motetorum pro čtyři hlas
- Requiem pro čtyři hlasy
- Missa Domini est terra pro čtyři hlasy, Vorlage: Motette von Sermisy
- Missa ad placitum (= Missa sur Fantaisie)
- Missa Tota pulchra es pro čtyři hlasy
- Missa Domine quis habitabit pro čtyři hlasy
- Missa O passi sparsi pro čtyři hlasy
- Missa Ab initio pro čtyři hlasy
- Missa Quare fremuerunt gentes pro pět hlasů
- Missa Voulant honneur pro čtyři hlasy
- Missa plurimum modulorum pro čtyři hlasy

### Další liturgická díla
- Credo (Fauxbourdon)
- Kyrie eleison a Parce famulis pro dva až šest hlasů
- Lamentationes pro čtyři hlasy
- Nunc dimittis servum tuum Domine pro čtyři hlasy
- O salutaris Hostia quae caeli pro čtyři hlasy
- Passio Domini secundum Mathaeum pro dva až čtyři hlasy
- Resurrexi et adhuc tecum pro čtyři hlasy
- Magnificat primi toni pro dva až čtyři hlasy
- Magnificat secundi toni pro dva až čtyři hlasy
- Magnificat tertii toni pro dva, čtyři a pět hlasů
- Magnificat quarti toni pro dva, čtyři a pět hlasů
- Magnificat quinti toni pro čtyři a pět hlasů
- Magnificat sexti toni pro dva až 5 hlasů
- Magnificat septimi toni pro dva, čtyři až pět hlasů
- Magnificat octavi toni pro dva až 5 hlasů
- Magnificat octavi toni pro dva, čtyři až pět hlasů
- Quia fecit / Esurientes pro dva hlasy
- Fecit potentiam / Esurientes pro tři hlasy
- Sicut locutus est pro tři hlasy

### Moteta
- Adjuva me Domine pro tři hlasy
- Ad te Domine levavi pro čtyři hlasy
- Alleluia, o filii et filiae pro čtyři hlasy
- Alleluya, Angelus Domini pro čtyři hlasy
- Amen, et com spirito tuo pro čtyři hlasy
- Asperges me, Domine pro čtyři hlasy
- Aspice Domine de sede sancta pro čtyři hlasy
- Assuerus adamavit Ester pro čtyři hlasy
- Astiterunt reges et terre pro čtyři hlasy
- Audite reges et intelligite pro čtyři hlasy
- Ave Maria ancilla Trinitas pro čtyři hlasy
- Ave Maria gratia Dei pro tři hlasy
- Ave sanctissima Maria mater pro čtyři hlasy
- Beata viscera Mariae pro tři hlasy
- Beatus vir qui non abiit pro čtyři hlasy
- Benedic anima Domino pro čtyři hlasy
- Benedictum sit nomen Domini pro tři hlasy
- Cantate Domino canticum novum pro čtyři hlasy
- Clare sanctorum senatus pro čtyři hlasy
- Conceptio gloriosae Virginis Mariae pro čtyři hlasy (vgl. Nativitas gloriosae Virginis Mariae)
- Confessor Dei sancte Nicolae zu vier (?) Stimmen
- Congratulamini mihi omnes pro čtyři hlasy
- Congregati sunt inimici pro čtyři hlasy
- Da pacem Domine pro tři hlasy
- Da pacem Domine pro čtyři hlasy
- Deus in adjutorium meum pro čtyři hlasy
- Deus misereatur nostri pro pět hlasů
- Dignare me laudare te pro čtyři hlasy
- Domine quis habitavit pro čtyři hlasy
- Dominus rex omnipotens pro čtyři hlasy
- Domini est terra pro čtyři hlasy
- Ergo autem constitutus pro tři hlasy
- Esto mihi Domini pro pět hlasů
- Euntes ibant pro tři hlasy
- Euntes ibant pro čtyři hlasy
- Exurge quare obdormis pro čtyři hlasy
- Gaudent in caelis animae pro čtyři hlasy
- Girum caeli circuivi pro čtyři hlasy
- Homo natus de muliere pro čtyři hlasy
- Impetum inimicorum pro čtyři hlasy
- In te Domine speravi pro čtyři hlasy
- Inclina Domine pro osm hlasů
- Laetatus sum pro čtyři hlasy
- Lauda Sion salvatorem pro čtyři hlasy
- Laudate Dominum omnes gentes pro šest hlasů
- Michael archangele pro čtyři hlasy
- Miserere mei domine pro čtyři hlasy
- Misericordias Domini pro čtyři hlasy
- Nativitas gloriosae Virginis Mariae pro čtyři hlasy
- Nisi quia Dominus erat pro čtyři hlasy
- Noe magnificatus est rex pro čtyři hlasy
- Noe quem vidistis pastores pro čtyři hlasy
- Nos qui vivimus pro čtyři hlasy
- O Maria stans sub cruce pro šest hlasů
- Partus et integritas pro čtyři hlasy
- Praeparate corda vestra pro čtyři hlasy
- Quare fremuerunt gentes pro pět hlasů
- Quis est iste pro pět hlasů
- Quousque non reverteris pax pro čtyři hlasy
- Regem archangelorum pro čtyři hlasy
- Regi seculorum immortali pro čtyři hlasy
- Regi seculorum immortali (I) pro tři hlasy
- Regi seculorum immortali (II) pro tři hlasy
- Regina caeli laetare (I) pro pět hlasů
- Regina caeli laetare (II) pro pět hlasů
- Salve regina misericordiae pro čtyři hlasy
- Sancta Maria mater Dei pro čtyři hlasy
- Sancti spiritus adsit nobis pro čtyři hlasy
- Si bona suscepimus te manu pro čtyři hlasy
- Spes mea ab uberibus pro tři hlasy
- Surge illuminare Jerusalem pro čtyři hlasy
- Sustinuimus pacem pro čtyři hlasy
- Tota pulchra es anima mea pro čtyři hlasy
- Tunc repletum pro tři hlasy
- Universae viae tuae pro tři hlasy
- Veni sancte spiritus pro čtyři hlasy
- Verba mea auribus percipe pro čtyři hlasy
- Viderunt omnes pro tři hlasy
- Vidi turbam magnam pro čtyři hlasy
- Virgines egregiae pro čtyři hlasy
- Vox in Rama audita pro čtyři hlasy

### Madrigaly
- Altro non e el mio amor pro čtyři hlasy

### Chansony
- Allez soupirs pro čtyři hlasy (Petrarca: Ite caldi sospiri)
- Amour me poingt pro čtyři hlasy
- Amour me voyant pro čtyři hlasy (Clément Marot)
- Amour passion pro čtyři hlasy
- Amour voyant pro čtyři hlasy
- Amours partes pro čtyři hlasy
- A tout jamais pro čtyři hlasy
- Au departyr pro čtyři hlasy
- Au joly boys pro čtyři hlasy
- Aultre que vous pro čtyři hlasy
- Aupres de vous pro tři hlasy
- Aupres de vous pro dva hlasy
- Autant ailleurs pro čtyři hlasy
- Ayez pitié pro čtyři hlasy
- Bien heureuse pro čtyři hlasy
- Celle qui m’a pro čtyři hlasy (Clément Marot)
- Celle qui m’a pro tři hlasy
- C’est à grant tort pro čtyři hlasy
- C’est en amour pro čtyři hlasy
- C’est une dure departie pro čtyři hlasy
- C’est une dure departie pro tři hlasy
- Ceulx de Picardie pro čtyři hlasy
- Changeons propos pro čtyři hlasy (Clément Marot)
- Changeons propos pro tři hlasy
- Chose commune pro čtyři hlasy (František I.)
- Comme transy pro čtyři hlasy
- Comment puis je pro čtyři hlasy
- Content desir pro čtyři hlasy
- Contentez vous pro čtyři hlasy
- Contre raison pro čtyři hlasy
- Contre raison pro tři hlasy
- Corps s’esloignant pro čtyři hlasy
- D’amours je suys pro dva hlasy
- Dessoubz le marbre pro čtyři hlasy
- De vous servir pro čtyři hlasy
- Dictes sans peur pro čtyři hlasy
- Dieu gart de mon cueur pro čtyři hlasy (Clément Marot)
- Dieu la vouloit pro čtyři hlasy
- Dont vient cela pro čtyři hlasy (Clément Marot)
- Du bien que l’oeil pro čtyři hlasy
- Elle a bien pro čtyři hlasy
- Elle s’en va pro čtyři hlasy
- Elle veult donc pro čtyři hlasy
- En entrant en ung jardin pro čtyři hlasy (Clément Marot)
- En esperant pro čtyři hlasy
- Espoir est grant pro čtyři hlasy
- Est-ce au moyen pro čtyři hlasy
- Fait au failly pro čtyři hlasy
- Fy fy d’amours pro čtyři hlasy
- Gris et tenné pro čtyři hlasy
- Hau hau hau le boys pro čtyři hlasy
- Il est en vous pro čtyři hlasy
- Il est en vous pro tři hlasy
- Il est jour dit l’alouette pro čtyři hlasy
- Il me suffit pro čtyři hlasy
- Jamais ung cueur pro čtyři hlasy
- J’atens secours pro čtyři hlasy (Clément Marot)
- J’ay contenté pro čtyři hlasy (Clément Marot)
- J’ay contenté pro tři hlasy
- J’ay fait pour vous pro čtyři hlasy
- J’ay le desir content pro čtyři hlasy
- J’ay le desir content pro tři hlasy
- J’ay par trop longuement aymé pro tři hlasy
- J’ay prins a aymer pro čtyři hlasy
- J’ay pris pour moy le noir pro čtyři hlasy
- J’ay sceu choisir pro čtyři hlasy
- J’ayme bien mon amy pro čtyři hlasy
- J’ayme le cueur pro čtyři hlasy (Clément Marot)
- J’ayme le cueur pro tři hlasy
- Je me vantoys pro čtyři hlasy
- Je n’avais point pro čtyři hlasy
- Je n’ay point plus d’affection pro čtyři hlasy
- Je ne faiz rien que requerir pro čtyři hlasy (Clément Marot)
- Je ne faiz rien que requerir pro tři hlasy
- Je ne menge point de porc pro čtyři hlasy
- Je n’ose estre content pro čtyři hlasy (František I.)
- Je suis joyeulx pro čtyři hlasy
- Je suis tant bien pro čtyři hlasy
- Je veulx tousjours pro čtyři hlasy
- Joyeulx adieu pro čtyři hlasy
- Joyssance vous donneray pro čtyři hlasy (Clément Marot)
- La la maistre Pierre pro čtyři hlasy
- Languir me fais pro čtyři hlasy (Clément Marot)
- L’ardant vouloir pro čtyři hlasy
- Las me m’y plains pro čtyři hlasy (František I.)
- Las que crains tu amy pro čtyři hlasy (František I.)
- Le bien promis pro čtyři hlasy
- Le content est riche pro čtyři hlasy
- Le cueur de vous pro čtyři hlasy (Clément Marot)
- Le cueur de vous pro dva hlasy
- Le feu d’amour pro čtyři hlasy
- Le grant ennuy pro čtyři hlasy
- Le seul plaisir pro čtyři hlasy
- Le vray amy pro čtyři hlasy (M. de Saint-Gelais?)
- Les dames se sont tailladées pro čtyři hlasy (Refrain: Hari bouriquet)
- Martin menoit pro čtyři hlasy (Clément Marot)
- Mauldicte soit pro čtyři hlasy (Clément Marot)
- Maulgré moy vis pro čtyři hlasy (František I.)
- Mon cueur est souvent bien marry pro čtyři hlasy
- Mon cueur gist tousjours en langueur pro čtyři hlasy
- Mon cueur voulut pro čtyři hlasy (František I.?)
- N’auray-je jamais pro čtyři hlasy (Rondel z Jardin de Plaisance, 1502)
- N’espoir ne peur pro čtyři hlasy
- O combien est malheureux pro čtyři hlasy
- O cruaulté pro čtyři hlasy (Clément Marot)
- O doulce amour pro čtyři hlasy (František I.)
- On en dira pro tři hlasy
- O seul espoir pro čtyři hlasy
- Or et argent voust pro čtyři hlasy
- Or sus amour pro čtyři hlasy (François de Tournon)
- Par fin despit pro čtyři hlasy
- Par fin despit pro tři hlasy
- Par son grant art pro čtyři hlasy
- Par ton regart pro čtyři hlasy (B. de Periers)
- Parle qui veut pro čtyři hlasy
- Peine et travail pro šest hlasů
- Pere de nous pro čtyři hlasy
- Pilons, pilons, pilons l’orge pro čtyři hlasy
- Por n’avoir onc pro čtyři hlasy
- Pour ung plaisir pro čtyři hlasy
- Pourtant si je suis brunette pro čtyři hlasy (Clément Marot)
- Puisque fortune pro čtyři hlasy
- Puisque sa foy pro čtyři hlasy
- Puisqu’en amours pro čtyři hlasy
- Puisqu’il est tel pro čtyři hlasy
- Quant tu vouldras pro čtyři hlasy ( František I.?)
- Qui du blason pro čtyři hlasy
- Qui la vouldra pro čtyři hlasy (A. Heroet)
- Qui peche plus pro čtyři hlasy
- Qui se pourroit pro čtyři hlasy
- Rigueur me tient pro čtyři hlasy
- Secourez moy pro čtyři hlasy (Clément Marot)
- Si j’ay du bien pro čtyři hlasy
- Si j’ay du mal pro čtyři hlasy (Clément Marot)
- Si j’ay eu du mal pro čtyři hlasy
- Si j’ay pour vous pro čtyři hlasy
- Si je viz en peine pro čtyři hlasy (Clément Marot)
- Si le vouloir pro čtyři hlasy
- Si mon malheur pro tři hlasy
- Si ung oevre parfait pro čtyři hlasy ( František I. nebo Margarethe von Navarra)
- Si vous m’aymez pro čtyři hlasy
- Sur le pont d’Avignon pro čtyři hlasy
- Tant que vivray pro čtyři hlasy (Clément Marot)
- Ton cueur s’est bien tost repenti pro čtyři hlasy
- Ton feu s’estaint pro čtyři hlasy (Clément Marot)
- Tous mes amys pro čtyři hlasy
- Tu disoys que j’en mourroys pro čtyři hlasy
- Une bergerotte pro čtyři hlasy
- Ung grant plaisir pro čtyři hlasy
- Ung jour Robin pro čtyři hlasy
- Venus partout pro čtyři hlasy
- Vion, viette pro tři hlasy
- Vive la serpe pro čtyři hlasy
- Vivray-je tousjours en soucy pro čtyři hlasy
- Vivre ne puis pro čtyři hlasy
- Vostre oeil la deccu ma pensée pro čtyři hlasy
- Voulant amour pro čtyři hlasy (František I.)
- Vous perdez temps pro čtyři hlasy (Clément Marot)
- Vous qui voulez pro čtyři hlasy (František I.)

Řada dalších skladeb je Sermisymu pouze připisována, autorství není jisté.